# NATO Helicopter Management Agency
Ne pas confondre avec Nahéma, un parfum de Guerlain créé en 1979
NAHEMA, abréviation de NATO Helicopter Design and Development, Production and Logistics Management Organization appelé également NATO Helicopter Management Agency, en français Agence de gestion OTAN pour la conception, le développement, la production et la logistique de l'hélicoptère OTAN des années 1990, est une agence de l'Organisation du traité de l'Atlantique nord créée en 1992 chargée principalement du programme d'hélicoptère NH90 dont le siège est à Aix-en-Provence,. 
Elle est fondée sur base de l'article 9 du traité de l'Atlantique Nord et a comme responsabilités d'assurer et de garantir le développement, la production et le soutien logistique (In-Service Support - ISS) de ce programme. Elle est composée, à la fin des années 2000, de 50 personnes. 
Le maître d'œuvre industriel du NH90 est le consortium NHIndustries qui réunit Airbus Helicopters (ex-Eurocopter - 62,5 %), filiale du groupe européen aéronautique et de défense Airbus (ex-EADS), la société italienne AgustaWestland (32 %) et la société néerlandaise Stork Fokker (5,5 %) créée à la suite de la disparition de l'entreprise Fokker.